# Don Caballero
Don Caballero — американская инструментальная «математическая» рок-группа из Питтсбурга, штат Пенсильвания. В качестве своего названия группа взяла имя одного из персонажей канадского комедийного телевизионного шоу Second City Television .
Музыка коллектива считалась в высшей степени инновационной и к этому существует несколько предпосылок. Их звучание сравнивали с работами нидерландского художника Мориса Эшера, как если бы они были выполнены в музыкальной форме. Поздние альбомы Don Caballero часто отличаются сложной, мультисекционной структурой, части которой свободно связаны между собой неортодоксальными музыкальными размерами, либо «вывернутыми наизнанку» гитарными риффами.
Че и Вильямс в особенности обращали на себя внимание — их уникальный стиль и запутанные партии в композициях во многом помогли выделить жанр математического рока, хотя музыканты Don Caballero не принимали категоризацию их творчества. Вильямс отличался особым подходом к игре на гитаре, он использовал ритмический тэппинг фактически эксклюзивно (эта техника ранее использовалась в рок-музыке только в гитарных соло и очень редко в другом контексте).
Нестандартный и энергичный стиль игры на барабанах Че был предметом восхищения и принёс барабанщику говорящее за себя прозвище «Осьминог» по причине того, что казалось, что он молотит по ударным не двумя, а восемью руками. Критик Стив Хью (Steve Huey) писал: «это были маниакальные вспышки Че и четвертные смещения в размере, следуя которым как карте играли остальные участники коллектива» .
Несмотря на ранние отзывы, в которых отмечалась джазовая направленность группы, импровизации в их музыке было мало. Группа тщательно репетировала свои композиции, и на их буклете ко второму альбому было написано: «Don Caballero — рок-музыка, не джаз, в Don Caballero нет соло» .
В то время как успех и признание Don Caballero были довольно скромными, группа значительно повлияла на многих музыкантов и до сих пор уважаема своими фэнами. Причудливый размер 5/4 на треке Chief Sitting Duck с альбома For Respect был использован как интро во втором сезоне реалити-шоу Buzzkill на MTV, а также программа Icon использовала их музыку на протяжении более 3 лет со времён распада группы в 2000.

## История
Группа Don Caballero была сформирована в 1991 или 1992 году, выпустила пять альбомов под лейблом Touch and Go Records между 1993 и 2000 годами, и распалась в 2000 году. В оригинальный состав группы входили Дэймон Че (барабаны), Майк Бэнфилд (гитары) и Пэт Моррис (бас-гитара). Ян Вильямс присоединился к группе в 1992 году в качестве второго гитариста. После основания музыканты намеревались отобрать вокалиста для коллектива. Однако их ранние репетиции вызвали интерес и предложения об оплате концертов подвигли участников группы на то, чтобы остаться инструментальной командой.
Группа издала два сингла на питсбургских лейблах Pop Bus и Broken Giraffe, и один сингл в Детройте на лейбле Third Gear. А контракт с престижным Чикагским лейблом Touch and Go Records принёс свои плоды в виде нового сингла и дебютного альбома 1993 года For Respect.
Осенью 1994 года басист Пэт Моррис покинул Don Caballero, чтобы основать собственный коллектив Six Horse вместе с переселенцем из Луисвилля Шэноном Бернсом (Shannon Burns) и барабанщиком группы Blunderbuss Биллом Бакстером (Bill Baxter). В 1994 и 1995 годы в группе играли множество питсбургских басистов: Лен Жарабек (Len Jarabeck), Дейв Рейд (Dave Reid), Мэтт Дженсик (Matt Jencik) и Джордж Дрэганс (George Draguns).
Второй релиз группы 1995 года, Don Caballero 2 собрал положительные рецензии. И фэны и критики единогласно признали запись как образец мат-рока и этот релиз значительно увеличил аудиторию команды. Перед выпуском их второго альбома Че и Вильямс расширили свой музыкальный опыт: Че с его группой Speaking Canaries (с участием басиста Карла Хендрикса (Karl Hendricks) и барабанщика Ноа Лэгера (Noah Leger)), играющей нечто похожее на музыку Van Halen; Вильямс в авангард-рок трио Storm & Stress с участием басиста Эрика Эмма (Eric Emm) и барабанщика Кэвина Ши (Kevin Shea).
В 1997 году группа снова собралась после почти двух летнего перерыва со своим первым басистом, Пэтом Моррисом. В этом же году группа выпускает новый альбом под названием What Burns Never Returns. Их новая работа была снова хорошо принята критиками, и музыканты уехали в тур, встречая хороший приём у аудитории.
Осенью 1998 года Пэт Моррис снова покинул группу и на его место пришёл Эрик Эмм из Storm & Stress. Группа провела несколько успешных туров по США и Европе и издала коллекцию своих синглов Singles Breaking Up, Vol. 1. В течение этого периода Майк Бэнфилд покинул группу. Его место занял бывший гитарист Bitch Magnet Джон Файн (John Fine), что позволило команде закончить тур в поддержку What Burns Never Returns.
Группа, по-прежнему трио, базировалась в Чикаго, активно гастролировала весь 1999 и 2000 годы, играя практически полностью новый материал. Для заполнения пустот в звучании из-за ухода Бэнфилда, Вильямс и Эмм играли через процессоры HeadRush от Akai, позволявшие зациклить их партии и наслаивать на них другие, создавая плотное звуковое полотно. Девять новых композиций были сведены на плёнку Стивом Альбини (Steve Albini) в его студии Electrical Audio и изданы в 2000 году в альбоме American Don. Многие критики и фэны заметили это созревание за два года со времён последнего полноценного альбома.
Во время гастролей в поддержку American Don в ноябре 2000 личные проблемы и утомление сказалось на участниках Don Caballero, и они решили разойтись после окончания тура. Однако, группа не смогла провести своё последнее запланированное выступление в Детройте, так как их фургон по пути на него потерял управление и врезался в фуру. К счастью, обошлось без серьёзных травм, но этот инцидент завершил деятельность Don Caballero. 
Весь 2001 и 2002 года бывшие участники Don Caballero были загружены своими новыми музыкальными проектами: Че в группе Bellini, Вильямс в Battles, Эрик Эмм в Good Morning. Кроме того, Че поклялся больше никогда не играть с Вильямсом.
В 2003 году барабанщик Дэймон Че (Damon Che) нанял новых музыкантов для воссоздания группы, но новый состав был встречен поклонниками в равной степени и критикой и удивлением. В новый состав Don Caballero входили участники группы Creta Bourzia из Питсбурга, которая была свободна от влияния Don Caballero: Джеф Элсворт (Jeff Ellsworth) (гитара), Джин Дойл (Gene Doyle) (гитара), Джейсон Джувер (Jason Jouver) (бас-гитара). Майк Бэнфилд и Пэт Моррис были приглашены для участия в коллективе, но оба отказались. 16 мая 2006 года группа выпустила новый студийный альбом World Class Listening Problem под хэви-метал лейблом Relapse Records. С этого момента группа гастролировала и продолжает гастролировать в поддержку альбома.

## Участники группы
- Дэймон Че (Damon Che) — ударные
- Майк Бэнфилд (Mike Banfield) — гитара
- Ян Вильямс (Ian Williams) — гитара
- Пэт Моррис (Pat Morris) — бас-гитара

## Дискография

### Студийные альбомы
- For Respect (1993)
- Don Caballero 2 (1995)
- What Burns Never Returns (1998)
- Singles Breaking Up (1999)
- American Don (2000)
- World Class Listening Problem (2006) — Che, Ellsworth, Doyle, Jouver
- Punkgasm (2008)

### EP
- Lucky Father Brown / Belted Sweater / Shoeshine 7" (1992)
- Unresolved Karma / Puddin' In My Eye 7" (1992)
- Andandandandandandandand / First Hits 7" (1993)
- Our Caballero / My Ten-Year-Old Lady is Giving It Away 7" (1993)
- Chunklet 7" — Waltor / Schumann Center '91 (1995)
- Trey Dog’s Acid / Room Temperature Lounge 7" (1998)